# Gérgal
Gérgal este o municipalitate și un oraș din provincia Almería, Andaluzia, Spania, cu o populație de 1.029 de locuitori.